# Karl Albert av Sardinien
Karl Albert av Sardinien, född 2 oktober 1798 i Turin, död 28 juli 1849 i Porto, var från 1831 till 1849 kung av Kungariket Sardinien och hertig av Savojen.

## Familj
Karl var son till Carlo Emanuel av Savojen, Prins av Carignano och hans maka, Maria Christina av Sachsen.
Gift i Florens 1817 med Maria Theresa av Österrike, dotter till storhertig Ferdinand III av Toscana. 
Barn:
1. Viktor Emanuel II av Italien (1820–1878)
2. Ferdinand, hertig av Genua (1822–1855) gift med Elisabeth av Sachsen (1830–1912)
3. Maria Christina av Savojen (1826–1827)

## Utmärkelser
- Riddare av Annunziataorden,  1 november 1816[1]
- Riddare med storkors av Maria-Teresiaorden,  1823[2]
- Riddare av Gyllene skinnets orden,  13 oktober 1823[3]
- Storkors av Hederslegionen
- Storkors av Sankt Ludvigsorden
- Januariusorden
- Storkors av Torn- och svärdsorden
- Storkors av Sankt Stefansorden
- Sankt Alexander Nevskij-orden
- Riddare av Helgeandsorden
- Savojens civilförtjänstorden
- Stormästare av Savojens militärorden
- Riddare av Mikaelsorden
- Riddare av Toskanska Sankt Josefsorden
- Andreasorden
- Storkorsriddare av Sankt Mauritius och Sankt Lazarusorden
- Georgsorden, fjärde klass
- Stormästare av Annunziataorden

[Redigera Wikidata]